# Saravena
Saravena is een gemeente in het Colombiaanse departement Arauca. De gemeente telt 35.279 inwoners (2005).
- Library of Congress Control Number: n2004114518
- Nationale Bibliotheek van Israël: 987007469857705171
- Virtual International Authority File: 130391494

Arauca · Arauquita · Cravo Norte · Fortul · Puerto Rondón · Saravena · Tame